# Simaxis
Simaxis – miejscowość i gmina we Włoszech, w regionie Sardynia, w prowincji Oristano.
Według danych na rok 2004 gminę zamieszkiwało 2159 osób, 80 os./km². Graniczy z Ollastra, Oristano, Siamanna, Siapiccia, Solarussa i Zerfaliu.